# Markič
Markič je priimek več znanih Slovencev:
- Anica Markič (*1946), izseljenska delavka v Avstraliji
- Boštjan Markič (1934—1994), politolog, pravnik, univ. profesor
- Gašper Markič (*1986), alpski smučar
- Gašper Markič, zgodovinar
- Janko Markič (1913—2002), Sokol, partizan, politik v Mariboru
- Jasmina Markič (*1952), jezikoslovka romanistka (hispanistka), univ. profesorica
- Jean Markič (*1995), instrumentalist, skladatelj, aranžer, producent, jazz-glasbenik
- Jožef Markič (1825—?), kronist
- Jože Markič, IT-arhitekt, sistemski inženir, predavatelj (drug= dr. ekonomije?)
- Katja Markič (*1995), dramaturginja, dramatičarka, scenaristka in teatrologinja
- Marjanca Markič (1931—2022), biologinja, profesorica UM
- Marko Markič, filozof
- Matej Markič (1843—1913), duhovnik (Trst)
- Matjaž Markič (*1983), plavalec
- Mihael Markič (1864—1939), filozof, logik, teoretik jezika in matematike
- Milena Markič, slavistka, vnukinja Marice Nadlišek Bartol
- Miloš Markič (*1958), geolog
- Olga Markič (*1959), filozofinja, logičarka, univ. profesorica
- Peter Markič, psiholog, gorski vodnik in reševalec
- Rado Markič (1963—1997), alpinist in gorski reševalec
- René Markič, zabavnoglasbeni pevec in igralec
- Rino Fortunato Markič/Marchig (1940—1982), duhovnik in narodnokulturni delavec v Benečiji
- Stane Markič (1928—2013), politik, pravnik, ustavni sodnik
- Urban Markič (*1984), kotalkar
- Uroš Markič (1927—2020), ekonomist, politik, diplomat
- Viktor Markič (1895—1972), amaterski gledališčnik, igralec, režiser in libretist
- Viljem Janez Markič (1880—1938), sadjar in vrtnar